# Jean-Édouard Berthoud
Jean-Édouard Berthoud (* 11. Dezember 1846 in Neuenburg, Kanton Neuenburg; † 21. Juni 1916 ebenda; heimatberechtigt in Neuenburg und Boudevilliers) war ein Schweizer Politiker der Freisinnig-Demokratischen Partei (FDP), der unter anderem zwei Mal (1899 bis 1900, 1904 bis 1905) Präsident des Staatsrates des Kantons Neuenburg war.

## Leben
Jean-Édouard Berthoud, Sohn des Pfarrers Alexis-Henri Berthoud und von dessen Ehefrau Louise-Marie Vaucher, absolvierte nach dem Schulbesuch ein Studium der Rechtswissenschaften an der Akademie Neuenburg und trat dem Schweizerischen Zofingerverein bei, einer 1819 gegründeten nichtschlagenden farbentragenden Studentenverbindung. Nach seiner anwaltlichen Zulassung war er zwischen 1874 und 1880 zunächst als Rechtsanwalt in Môtiers sowie im Anschluss in Neuenburg tätig. Er war zugleich von 1874 bis 1880 Richter am Appellationsgericht sowie zwischen 1883 und 1896 Präsident des Bezirks- und des Schwurgerichts im Bezirk Neuenburg.
1874 war Berthoud, der auch Mitglied der Synode der Neuenburger Landeskirche war, als Radikaler Mitglied im Generalrat, dem Gemeindeparlament von Neuenburg, und war daraufhin zwischen 1874 und 1877 erstmals Mitglied des Grossen Rates, des Parlaments des Kantons Neuenburg. Am 1. Juli 1883 wurde er ausserdem zum ersten Mal als einer der beiden Vertreter des Kantons Neuenburg Mitglied des Ständerates, der kleinen Kammer der Schweizer Bundesversammlung, und gehörte dieser bis zum  1. Juni 1889 an. Im Anschluss gehörte er von 1889 bis 1896 noch einmal dem Grossen Rat des Kantons Neuenburg als Mitglied an und war für die 1894 gegründete Freisinnig-Demokratische Partei (FDP) daraufhin zwischen dem 7. Dezember 1896 und dem 1. Juni 1908 abermals Mitglied des Ständerates. Mit Fréderic Soguel setzte er sich für die Verhältniswahl ein und geriet damit in Widerspruch zu seiner Partei.
Am 16. Juli 1896 wurde Berthoud Mitglied des Staatsrates des Kantons Neuenburg, der Regierung dieses Kantons, und fungierte in dieser bis zum 31. Dezember 1908 als Vorsteher des Justizdepartements. Während seiner Mitgliedschaft im Staatsrat fungierte er zwei Mal als Präsident und damit als Vorsteher der Kantonsregierung. Als Nachfolger von Robert Comtesse wurde er 1899 erstmals Präsident des Staatsrates und bekleidete dieses Amt bis zu seiner Ablösung durch Frédéric Soguel 1900. 1904 löste er Auguste Pettavel als Vorsteher der Kantonsregierung ab und übte das Amt des Vorstehers der Kantonsregierung bis 1905 zum zweiten Mal aus, woraufhin Louis Perrier dessen Nachfolge antrat. Berthoud, der mit Géorgine-Léonie Panier verheiratet war, war Grossvater der Juristin Denise Berthoud.